# باند ميد
باند ميد (بالإنجليزية: Band-Maid)‏هي فرقة روك يابانية تأسست في 2013،في أواخر 2020 تعاقدت الفرقة مع شركة بوني كانيون إنك.